# Videodrome
Videodrome är en kanadensisk science fiction-skräckfilm 1983 skriven och regisserad av David Cronenberg med James Woods, Sonja Smits och Debbie Harry i huvudrollerna. FIlmen utspelar sig i Toronto under början av 1980-talet, där man får följa VD:n för en liten UHF- tv-station som snubblar över en sändningssignal med våld och tortyr. Lagren av bedrägeri och mind-control konspiration utspelar sig när han avslöjar signalens källa och tappar kontakten med verkligheten i en serie av allt mer bisarra hallucinationer. 
Filmen är numera betraktad som en kultklassiker, och anses som en av Cronenbergs bästa och ett viktigt exempel på genrerna kroppsskräck och science fiction-skräck.

## Rollista
| James Woods     | – Max Renn              |
| Debbie Harry    | – Nicki Brand           |
| Sonja Smits     | – Bianca O'Blivion      |
| Peter Dvorsky   | – Harlan                |
| Leslie Carlson  | – Barry Convex          |
| Jack Creley     | – Dr. Brian O'Blivion   |
| Lynne Gorman    | – Masha                 |
| Julie Khaner    | – Bridey                |
| David Bolt      | – Raphael               |
| Reiner Schwarz  | – Moses                 |
| Lally Cadeau    | – Rena King             |
| King Cosmos     | – Brolley               |
| Kay Hawtrey     | – Matron                |
| David Tsubouchi | – Japanese Pornographer |